# Tecticornia
Tecticornia is een geslacht uit de amarantenfamilie (Amaranthaceae). De soorten uit het geslacht komen voor in droog tropisch Afrika (tot in de Zuid-Afrikaanse provincie KwaZoeloe-Natal), op enkele eilanden in de Straat Mozambique en in tropisch Azië en Australië.

## Soorten
- Tecticornia annelida K.A.Sheph. & M.Lyons
- Tecticornia arborea Paul G.Wilson
- Tecticornia arbuscula (R.Br.) K.A.Sheph. & Paul G.Wilson
- Tecticornia auriculata (Paul G.Wilson) K.A.Sheph. & Paul G.Wilson
- Tecticornia australasica (Moq.) Paul G.Wilson
- Tecticornia bibenda K.A.Sheph. & S.J.van Leeuwen
- Tecticornia bulbosa (Paul G.Wilson) K.A.Sheph. & Paul G.Wilson
- Tecticornia calyptrata (Paul G.Wilson) K.A.Sheph. & Paul G.Wilson
- Tecticornia chartacea (Paul G.Wilson) K.A.Sheph. & Paul G.Wilson
- Tecticornia cupuliformis (Paul G.Wilson) K.A.Sheph. & Paul G.Wilson
- Tecticornia cymbiformis K.A.Sheph. & Paul G.Wilson
- Tecticornia disarticulata (Paul G.Wilson) K.A.Sheph. & Paul G.Wilson
- Tecticornia doliiformis (Paul G.Wilson) K.A.Sheph. & Paul G.Wilson
- Tecticornia entrichoma (Paul G.Wilson) K.A.Sheph. & Paul G.Wilson
- Tecticornia fimbriata (Paul G.Wilson) K.A.Sheph. & Paul G.Wilson
- Tecticornia flabelliformis (Paul G.Wilson) K.A.Sheph. & Paul G.Wilson
- Tecticornia fontinalis (Paul G.Wilson) K.A.Sheph. & Paul G.Wilson
- Tecticornia globulifera K.A.Sheph.
- Tecticornia halocnemoides (Nees) K.A.Sheph. & Paul G.Wilson
- Tecticornia indefessa K.A.Sheph.
- Tecticornia indica (Willd.) K.A.Sheph. & Paul G.Wilson
- Tecticornia laevigata K.A.Sheph.
- Tecticornia lepidosperma (Paul G.Wilson) K.A.Sheph. & Paul G.Wilson
- Tecticornia leptoclada (Paul G.Wilson) K.A.Sheph. & Paul G.Wilson
- Tecticornia loriae K.A.Sheph. & M.Lyons
- Tecticornia lylei (Ewart & Jean White) K.A.Sheph. & Paul G.Wilson
- Tecticornia medullosa (Paul G.Wilson) K.A.Sheph. & Paul G.Wilson
- Tecticornia medusa K.A.Sheph.
- Tecticornia mellarium K.A.Sheph.
- Tecticornia moniliformis (Paul G.Wilson) K.A.Sheph. & Paul G.Wilson
- Tecticornia nitida (Paul G.Wilson) K.A.Sheph. & Paul G.Wilson
- Tecticornia papillata K.A.Sheph.
- Tecticornia peltata (Paul G.Wilson) K.A.Sheph. & Paul G.Wilson
- Tecticornia pergranulata (J.M.Black) K.A.Sheph. & Paul G.Wilson
- Tecticornia pluriflora (Paul G.Wilson) K.A.Sheph. & Paul G.Wilson
- Tecticornia pruinosa (Paulsen) K.A.Sheph. & Paul G.Wilson
- Tecticornia pterygosperma (J.M.Black) K.A.Sheph. & Paul G.Wilson
- Tecticornia sparagosa K.A.Sheph. & M.Lyons
- Tecticornia syncarpa (Paul G.Wilson) K.A.Sheph. & Paul G.Wilson
- Tecticornia tenuis (Benth.) K.A.Sheph. & Paul G.Wilson
- Tecticornia triandra (F.Muell.) K.A.Sheph. & Paul G.Wilson
- Tecticornia undulata (Paul G.Wilson) K.A.Sheph. & Paul G.Wilson
- Tecticornia uniflora (Paul G.Wilson) K.A.Sheph. & Paul G.Wilson
- Tecticornia verrucosa Paul G.Wilson
- Tecticornia willisii K.A.Sheph.

... · 
Achyranthes · 
Aerva ·
Alternanthera ·
Amaranthus (Amarant) · 
Atriplex (Melde) · 
Axyris · 
Bassia (Zoutkruid) · 
Beta (Biet) · 
Blitum (Spiesganzenvoet) · 
Celosia · 
Chenopodium (Ganzenvoet) · 
Corispermum (Vlieszaad) · 
Dysphania · 
Halimione (Zoutmelde) · 
Halocnemum · 
Halothamnus · 
Haloxylon · 
Kochia · 
Krascheninnikovia · 
Polycnemum (Knarkruid) · 
Patellifolia · 
Ptilotus · 
Pupalia ·
Salicornia (Zeekraal) · 
Salsola (Loogkruid) · 
Spinacia · 
Suaeda · 
Traganum · 
...